# Jo Ann Zimmerman
Jo Ann McIntosh Zimmerman, född den 24 december 1936 i Van Buren County i Iowa, död den 22 oktober 2019 i Des Moines, var en amerikansk demokratisk politiker. Hon var Iowas viceguvernör 1987–1991.
Jo Ann McIntosh växte upp på en bondgård. År 1956 gifte hon sig med Tom Zimmerman och utexaminerades från Broadlawns Hospital School of Nursing två år senare. Därefter var hon verksam som sjuksköterska. Tom och Jo Ann Zimmerman fick fem barn. Hon återvände sedan till studierna, avlade kandidatexamen och undervisade i sociologi vid Iowa State University.
Zimmerman efterträdde 1987 Robert T. Anderson som Iowas viceguvernör och efterträddes 1991 av Joy Corning.